# Sulistrowickie Skały
Sulistrowickie Skały – grupa skał w Masywie Ślęży we Wzgórzach Oleszeńskich, w województwie dolnośląskim.
Skały położone są w północno-zachodniej części Wzgórz Oleszeńskich na terenie Ślężańskiego Parku Krajobrazowego, na wysokości około 320 m n.p.m., u podnóża północnego zbocza bezimiennego szczytu środkowego, na południe od miejscowości Sulistrowice.
Jest to zgrupowanie skał zbudowanych z serpentynitów, które wznoszą się na wysokość kilkunastu metrów. Położone są one na wysokości około 320 m n.p.m. Kształt skałek jest efektem złożonego i długotrwałego procesu erozyjnego. Największy wpływ na rzeźbę skały miało zlodowacenie i erozja wietrzna, która doprowadziła do wykształcenia obecnego kształtu. Skałki stanowią obiekt często odwiedzany przez turystów.